# Arantxa Echevarría Carcedo
Arantxa Echevarría Carcedo   (Bilbao, 1968) és una directora, guionista i productora de cinema i televisió espanyola. En 2018, es va convertir en la primera directora de cinema espanyol seleccionada en la Quinzena dels Realitzadors del Festival Internacional de Cinema de Canes per la seva òpera prima Carmen y Lola.

## Biografia
Echevarría va estudiar Ciències de la Imatge en la Universitat Complutense de Madrid i es va especialitzar en Realització Audiovisual en el CMA de la mateixa universitat i producció cinematogràfica en el Sidney Community College en Sídney (Austràlia). Des de 1991, Echevarría desenvolupa la seva carrera professional en la indústria audiovisual, compaginant treballs en publicitat i cinema. Per a Televisió Espanyola va dirigir Cuestión de pelotas, un reportatge de Documentos TV sobre les dones futbolistes que, en lloc de ser contractades pel seu talent esportiu, ocupaven llocs de netejadores. L'emissió d'aquest documental va obligar a la Real Federació Espanyola de Futbol a regularitzar la situació laboral i esportiva d'aquestes dones.
El 2014, el seu curt De noche y de pronto, protagonitzat per Javier Godino i Alicia Rubio va ser nominat als premis Goya en la seva 28 edició i va rebre el premi al millor curtmetratge en el festival Etheria Film Night en Los Angeles. Un any després, en 2015, Echevarría va coescriure el guió del llargmetratge El resto de mi vida al costat de Martín Costa, el seu director, i va dirigir el curtmetratge Yo, Presidenta que es va estrenar al Festival de Cinema de Medina del Campo i on va aparèixer per última vegada abans de la seva defunció l'actriu espanyola Chus Lampreave. En aquest mateix curtmetratge, el divulgador científic Eduard Punset va realitzar un cameo interpretant-se a si mateix.
La seva experiència professional com curtmetratgista es reflecteix en el llibre 59 Directoras de Curtmetratges on el cineasta expert en el curtmetratge espanyol, Miguel Ángel Escudero, recull el testimoniatge de cineastes i la seva relació amb el món del curtmetratge.

## Reconeixements
Els seus primers passos en la direcció van començar amb el curtmetratge Panchito, una tragicomèdia amb actors no professionals que va rebre, entre d'altres, el premi Telemadrid. De noche y de pronto, un thriller psicològic dirigit en 2014, va ser nominat a millor curtmetratge en la XXVIII edició dels Premis Goya. El curtmetratge El último bus va rebre el prestigiós premi de millor projecte del Festival de Medina del Campo.
En 2017, Echevarría va dirigir el seu primer llargmetratge Carmen y Lola que va ser nominat a vuit premis Goya 2019: pel·lícula, guió original (Arantxa Echevarria), direcció novella (Arantxa Echevarria), actriu revelació (Rosy Rodríguez i Zaira Romero), actor revelació (Moreno Borja), actriu de repartiment (Carolina Yuste) i cançó original ("Me vas a extrañar", de Paco de la Rosa). La pel·lícula va ser finalista del premi Julio Alejandro de la Societat General d'Autors i Editors (SGAE). A més, la seva òpera prima va ser seleccionada a l'abril de 2018 per a la Quinzena de Realitzadors (una secció paral·lela que compleix 50 anys) per a la seva estrena mundial en el marc del Festival de Canes, on també va optar al premi Caméra d'or a la Millor Ópera Prima. Així mateix ha guanyat el premi Dunia Ayaso en el Festival de Valladolid de 2018 i tres premis al Toulouse Cinespaña (actor, Premi del Públic i Violette d'Or).
Nominada a la millor direcció novell en la 33a edició dels Premis Goya, el 2 de febrer de 2019, va resultar guanyadora i va rebre aquest premi, per la seva pel·lícula Carmen y Lola.
L'any 2023, Arantxa Echevarría va estrenar Chinas, un llargmetratge que crítica el racisme que pateix el poble xinès a Espanya, i que va comptar al repartiment amb Pablo Molinero, Leonor Watling, Carolina Yuste, Daniela Shiman Yang, Xinyi Ye o Julio Hu Chen. Aquestos tres últims, intèrprets d'origen xinès, van ser nominats als Goya a millors actrius i actor revelació. A més, la cançó Chinas, de Marina Herlop, també va ser una de les nominades a Millor Cançó d'aquesta edició.
Només un any després, a 2024, estrenaria Políticamente incorrectos, una comèdia protagonitzada per Adriana Torrebejano, Gonzalo de Castro, María Hervás o Raúl Cimas, entre d'altres, que pretén satiritzar l'actualitat política espanyola i mostrar la polarització entre partits d'esquerres i de dretes i com els gabinets de comunicació d'aquestes agrupacions utilitzen qualsevol eina per desprestigiar el partit rival. La pel·lícula va aconseguir més d'1 milió d'euros en taquilla, amb més de 165.000 espectadors i espectadores.
Arantxa Echevarría prepara el seu pròxim llargmetratge, La Infiltrada, amb la seva actriu fetitxe Carolina Yuste com a protagonista, que contarà la història real d'Aranzazu Berradre Marín, pseudònim amb el qual es va infiltrar una policia nacional en la banda terrorista ETA. S'espera que s'estreni a finals de 2024, principis de 2025.

## Filmografia
- 2010 – Panchito. Curtmetratge. Telemadrid. Semana del corto de Madrid.[17]
- 2010 – Cuestión de pelotas. Documental. Documentos TV. Televisión Española.[3]
- 2012 – Don Enrique de Guzmán. Curtmetratge de ficció.
- 2013 – De noche y de pronto. Curtmetratge.
- 2015 – El solista de la orquesta. Documental.[18]
- 2015 – Yo, Presidenta. Curtmetratge.[6]
- 2016 – El último bus. Curtmetratge.
- 2017 - 7 from Etheria. Participació en aquesta pel·lícula colectiva amb el curtmetratge De noche y de pronto.
- 2018 – Carmen y Lola. Llargmetratge.
- 2019 - Capítulo 5 Expiación - 1ª Temporada. El Cid. Sèrie d'Amazon Prime Video.
- 2021 - La familia perfecta. Llargmetratge.
- 2023 - Chinas. Llargmetratge.
- 2024 - Políticamente incorrectos. Llargmetratge.
- 2025 - La infiltrada (en postproducció).[19] Llargmetratge